# L'Affaire Manet
Ne doit pas être confondu avec L'Affaire Monet.
Pour plus de détails, voir Fiche technique et Distribution.
L'Affaire Manet est un film documentaire français réalisé par Jean Aurel, sorti en 1951.

## Synopsis
La vie du peintre Édouard Manet évoquée à partir de gravures, dessins et photographies d'époque.

## Fiche technique
- Titre : L'Affaire Manet
- Réalisation : Jean Aurel
- Scénario : Jean Aurel et Roland Dubillard
- Auteur du commentaire : Emmanuel Berl
- Photographie : Antonio Harispe
- Musique : Jacques Besse et Georges Van Parys
- Producteur délégué : Anatole Dauman
- Société de production : Argos Films
- Pays d'origine :  France
- Format : Noir et blanc - 35 mm - Son mono
- Genre : Film documentaire, Film biographique
- Durée : 21 minutes
- Date de sortie : 1951

## Distribution
- François Périer : la voix du narrateur